# BGL Luxembourg Open 2019 - Doppio
Greet Minnen e Alison Van Uytvanck erano le detentrici del titolo, ma hanno deciso di non prendere parte a questa edizione del torneo.
In finale Cori Gauff e Caty McNally hanno sconfitto Kaitlyn Christian e Alexa Guarachi con il punteggio di 6-2, 6-2.

## Teste di serie
1. Kristýna Plíšková /  Renata Voráčová (semifinale)
2. Kaitlyn Christian /  Alexa Guarachi (finale)

1. Margarita Gasparyan /  Monica Niculescu (primo turno, ritirate)
2. Anna Blinkova /  Miyu Katō (quarti di finale)

## Wildcard
1. Elizabeth Mandlik /  Katie Volynets (primo turno)

1. Eléonora Molinaro /  Katarzyna Piter (quarti di finale)

## Alternate
1. Amandine Hesse /  Chloé Paquet (primo turno)

## Tabellone

### Legenda
| - Q = Qualificato - WC = Wild card - LL = Lucky loser | - ALT = Alternate - SE = Special Exempt - PR = Protected Ranking | - w/o = Walkover - r = Ritirato - d = Squalificato |

|  | Primo turno              | Primo turno                    | Primo turno                    | Primo turno             | Primo turno |  |  | Quarti di finale | Quarti di finale               | Quarti di finale               | Quarti di finale       | Quarti di finale  |   |      | Semifinali | Semifinali             | Semifinali             | Semifinali             | Semifinali             |   |   | Finale | Finale | Finale | Finale | Finale |  |
|  |                          |                                |                                |                         |             |  |  |                  |                                |                                |                        |                   |   |      |            |                        |                        |                        |                        |   |   |        |        |        |        |        |  |
|  | 1                        | Kr Plíšková R Voráčová         | Kr Plíšková R Voráčová         | 6                       | 6           |  |  |                  |                                |                                |                        |                   |   |      |            |                        |                        |                        |                        |   |   |        |        |        |        |        |  |
|  |                          | F Ferro J Teichmann            | F Ferro J Teichmann            | 2                       | 2           |  |  | 1                | Kr Plíšková R Voráčová         | Kr Plíšková R Voráčová         | 6                      | 6                 |   |      |            |                        |                        |                        |                        |   |   |        |        |        |        |        |  |
|  |                          | L Pattinama Kerkhove B Schoofs | L Pattinama Kerkhove B Schoofs | 7                       | 6           |  |  |                  | L Pattinama Kerkhove B Schoofs | L Pattinama Kerkhove B Schoofs | 1                      | 4                 |   |      |            |                        |                        |                        |                        |   |   |        |        |        |        |        |  |
|  | Alt                      | A Hesse C Paquet               | A Hesse C Paquet               | 5                       | 3           |  |  |                  |                                |                                |                        |                   |   |      | 1          | Kr Plíšková R Voráčová | Kr Plíšková R Voráčová | 2                      | 4                      |   |   |        |        |        |        |        |  |
|  | 4                        | A Blinkova M Katō              | 2                              | 7                       | [10]        |  |  |                  |                                |                                | C Gauff C McNally      | C Gauff C McNally | 6 | 6    |            |                        |                        |                        |                        |   |   |        |        |        |        |        |  |
|  |                          | S Fichman Y Sizikova           | 6                              | 5                       | [7]         |  |  | 4                | A Blinkova M Katō              | A Blinkova M Katō              | 4                      | 4                 |   |      |            |                        |                        |                        |                        |   |   |        |        |        |        |        |  |
|  | C Gauff C McNally        | C Gauff C McNally              | 6                              | 65                      | [10]        |  |  |                  | C Gauff C McNally              | C Gauff C McNally              | 6                      | 6                 |   |      |            |                        |                        |                        |                        |   |   |        |        |        |        |        |  |
|  | M Doi M Ninomiya         | M Doi M Ninomiya               | 3                              | 7                       | [5]         |  |  |                  |                                |                                |                        |                   |   |      |            | C Gauff C McNally      | C Gauff C McNally      | 6                      | 6                      |   |   |        |        |        |        |        |  |
|  | H Carter L Stefani       | H Carter L Stefani             | H Carter L Stefani             | 6                       | 6           |  |  |                  |                                |                                |                        |                   |   |      |            |                        | 2                      | K Christian A Guarachi | K Christian A Guarachi | 2 | 2 |        |        |        |        |        |  |
|  | D Jakupovič S Santamaria | D Jakupovič S Santamaria       | D Jakupovič S Santamaria       | 3                       | 3           |  |  |                  | H Carter L Stefani             | H Carter L Stefani             | 6                      | 6                 |   |      |            |                        |                        |                        |                        |   |   |        |        |        |        |        |  |
|  | WC                       | E Molinaro K Piter             | E Molinaro K Piter             | E Molinaro K Piter      | w/o         |  |  | WC               | E Molinaro K Piter             | E Molinaro K Piter             | 0                      | 3                 |   |      |            |                        |                        |                        |                        |   |   |        |        |        |        |        |  |
|  | 3                        | M Gasparyan M Niculescu        | M Gasparyan M Niculescu        | M Gasparyan M Niculescu |             |  |  |                  |                                |                                |                        |                   |   |      |            | H Carter L Stefani     | 4                      | 6                      | [9]                    |   |   |        |        |        |        |        |  |
|  | X Knoll M Minella        | X Knoll M Minella              | X Knoll M Minella              | 6                       | 6           |  |  |                  |                                | 2                              | K Christian A Guarachi | 6                 | 3 | [11] |            |                        |                        |                        |                        |   |   |        |        |        |        |        |  |
|  | N Broady E Silva         | N Broady E Silva               | N Broady E Silva               | 4                       | 4           |  |  |                  | X Knoll M Minella              | X Knoll M Minella              | 2                      | 6                 |   |      |            |                        |                        |                        |                        |   |   |        |        |        |        |        |  |
|  | WC                       | E Mandlik K Volynets           | E Mandlik K Volynets           | 1                       | 4           |  |  | 2                | K Christian A Guarachi         | K Christian A Guarachi         | 6                      | 7                 |   |      |            |                        |                        |                        |                        |   |   |        |        |        |        |        |  |
|  | 2                        | K Christian A Guarachi         | K Christian A Guarachi         | 6                       | 6           |  |  |                  |                                |                                |                        |                   |   |      |            |                        |                        |                        |                        |   |   |        |        |        |        |        |  |